# Ypoa Lacus
L'Ypoa Lacus è una struttura geologica della superficie di Titano.